# Gabriel Zuvinikar
Gabriel Zuvinikar (Santa Fe, Argentina, 21 de marzo de 1985) es un futbolista argentino. Juega de defensor y su equipo actual es el Central Córdoba de la Primera B Nacional.

## Trayectoria

### Colón de Santa Fe
Debutó en el sabalero el 7 de septiembre del 2005 en la derrota 3-2 contra River Plate. Era dirigido por Gerardo Martino.

## Clubes
| Club                | País      | Año           |
| ------------------- | --------- | ------------- |
| Colón               | Argentina | 2005 - 2006   |
| Patronato de Parana | Argentina | 2006 - 2010   |
| Libertad            | Argentina | 2010-2012     |
| Juventud Antoniana  | Argentina | 2013-2014     |
| Central Córdoba     | Argentina | 2014-presente |